# 北阿尼武拉努
北阿尼武拉努，是馬達加斯加的城鎮，位於該國北部，由第亞那區負責管轄，是安齊拉納納二區的首府，距離安齊拉納納69公里，海拔高度440米，2001年人口15,000。该地99%的人口为农民。主要的农作物是大米、花生和玉米。